# ГЕС Варднілі І
ГЕС Варднілі I — гідроелектростанція на північному заході Грузії. Знаходячись між ГЕС Інгурі та ГЕС Варднілі II (40 МВт), входить до складу дериваційного каскаду на основі ресурсу однієї з найбільших річок країни Інгурі.
Відпрацьована на ГЕС Інгурі вода потрапляє у Гальске водосховище, створене на річці Ерісцкалі. Остання первісно була лівою притокою Окумі (впадає у Чорне море північніше від устя Інгурі), проте наразі каналізована в межах проєкту Варднільського каскаду та самостійно виведена у море. Сховище з об'ємом 145 млн м3 (корисний об'єм лише 7 млн м3) утримує кам'яно-накидна/земляна гребля висотою 58 метрів, довжиною 890 метрів та товщиною від 10 (по гребеню) до 195 (по основі) метрів, яка потребувала 2,2 млн м3 матеріалу. Гальський резервуар також дозволяє захопити певний додатковий ресурс із самої Ерісцкалі.
Пригреблевий машинний зал обладнали трьома турбінами типу Френсіс потужністю по 73,3 МВт, які при номінальному напорі у 59 метрів (максимальний напір 64,5 метра) повинні забезпечувати виробництво 700 млн кВт·год електроенергії на рік.
Відпрацьована вода потрапляє у відвідний канал довжиною 23,3 км, на якому працюють ГЕС Варднілі II, III та IV потужністю по 40 МВт.